# 10 d'Àries
10 d'Àries (10 Arietis) és una estrella binària de la constel·lació d'Àries. Compta amb una magnitud visual aparent total de 5,63 i consta de dues estrelles de tipus F en òrbita voltant una a l'altra. El període orbital és d'aproximadament 300 anys.

## Companya visual
S'ha observat una companya visual, CCDM J02037+2556C, a 95,0 segons d'arc de distància de l'estrella binària. No se sap si aquesta companya és òptica o física.